# روميو لحود
روميو لحود (22 يناير 1931 - 22 نوفمبر 2022)، هو مخرج ومصمم استعراضات وكاتب كلمات وملحن لبناني.

## النشأة والمسيرة
ولد روميو لحود في بلدة عمشيت في قضاء جبيل. درس التعليم الابتدائي في مدرسة القدّيس يوسف في عينطورة. ثم بدأ دراسة هندسة الديكور في جامعة «موزار» لكنه تحول لدراسة «سينوغرافي ميكانيك» في معهد «مونتكامودزو» في إيطاليا. بدأ مسيرته المهنية الفعلية في 1964 عندما أعد أوبريت غنائي بطلب من جمعية مهرجانات بعلبك في إطار برنامجها «ليالي لبنان». وفي 1969، قدّم عروضه في مسرح الأولمبيا في باريس.
وهو المخرج العربي الوحيد الذي دُعي إلى حفل تتويج شاه إيران ودٌعي من قبل البلاط الملكي البلجيكي لتقديم حفلة في «مسرح الفنون الجميلة» في بروكسيل. وهو أول من أطلق «المسرح الدائم» في لبنان عبر الاستعراض الضخم «موّالّ» الذي استمر عرضه لمدة أحد عشر شهراً.

## الحياة الشخصية
تزوج ليليان بولان وأنجب منها ابنتان ثم تزوج بعد وفاة زوجته من ألكسندرا قطريب.

## الجوائز والتكريم
- وسام الأرز الوطني برتبة ضابط، 1995
- «بروموسيون إي برستيج»، جنيف
- الـ«فوبور»، لبنان
- «ابينيه سور سان» (Epiney sur seine)، فرنسا
- «غولدن ميدل»، الولايات المتحدة الأميركية
- الأرزة الذهبية، لبنان
- الـ«موركس الذهبي»، لبنان
- الإسطوانة البلاتينية للأغنية، اليونان

## أعماله

### استعراض
- الشلال، مهرجانات بعلبك الدولية، 1962
- موّال، مسرح فينيسيا، 1965 وأيضا في مهرجانات الأرز، 1965
- ميجانا، مسرح فينيسيا، 1966
- عتابا، مسرح فينيسيا، 1967
- ليالي لبنان، مهرجانات بعلبك الدولية، 1967
- حفل تتويج شاه إيران، طهران، 1961
- القلعة، مهرجانات بعلبك الدولية، 1968
- مسرح الأولمبيا، باريس، 1969
- المسرح الكبير للفنون الجميلة Grand Théâtre Des Beaux Arts، بروكسل، 1969
- فرمان، مهرجانات بعلبك الدولية، 1970
- جولات معJeunesses Musicales de France 1968، 1969، 1970.
- مهرجان بغداد 1969 و 1972
- مهرجانات بعلبك الدولية، 1971
- العواصف، مهرجان الأرز، 1971
- فينيقيا 08، مسرح مارتينيز، 1971
- سنقف سنقف، مسرح الايليزيه، 1974
- هـرب شـاهــين، بعــبدات، مـسرح تحـت الخيـمة، 1975
- بنت الجبل، مسرح الإليزيه، 1977
- اسمك بقلبي، مسرح الإليزيه، 1978
- أوكسيجين، مسرح الايليزيه، 1979
- ياسمين، مسرح الإليزيه، 1980
- نمرود، مسرح الإليزيه، 1981
- سوبر ستار، مسرح كازينو لبنان، 1982
- حكاية أمل، مسرح الإليزيه، 1982
- الحلم الثالث، مسرح الإليزيه، 1985
- ليالي لبنان، مهرجان جرش، 1987
- مـهرجانات جبيل، 1978
- بنت الجبل، مسرح كازينو لبنان، 1988
- ليالي زمان، فندق «ريجنسي بالاس»، 1995
- ياسمين 2، مهرجانات بيبلوس، 1998
- من لبنان، «مدرج الذوق» الروماني

### تمثيل
- اسمك بقلبي، مسرحية، 1977

### إخراج
- ملكة الحب، فيلم، 1973

### تلحين
- أغنية «يابو السواعد» من فيلم «الدنيا نغم»، 1978 (كلمات وألحان)
- قالولي العيد، ألبوم أسعد واحدة، إليسا، 2012 (كلمات وألحان)
- خدني معك على درب بعيده سلوى قطريب 1994

### إنتاج
- ميجانا، سهرة تلفزيونية، 1974 (مدير الإنتاج)
- موّال، فيلم، 1966 (منتج)

## وصلات خارجية
- روميو لحود على موقع IMDb (الإنجليزية)
- روميو لحود على موقع قاعدة بيانات الأفلام العربية
- روميو لحود على موقع ديسكوغز (الإنجليزية)